# Зестар
Зестар (англ. Zestar!®) — торговая марка, под которой зарегистрированы плоды яблони домашней сорта Минневошта (англ. Minnewashta), выведенного в университете штата Миннесота (США).

## Основные характеристики сорта
Скорость роста — высокая, но по мере достижения зрелого возраста уменьшается.
Скороспелость — высокая на карликовых подвоях. 
Срок цветения — ранний.
Срок потребления — конец лета-начало осени.
Отдача урожая — хорошая, обычно можно собрать в два приёма.
Плоды средние и крупные (средний диаметр 7,6 см), в основном красного цвета, хрустящие, сочные, отличного кисло-сладкого вкуса с оттенками коричневого сахара. Для свежего потребления и кулинарной обрабоки. Хранятся до двух месяцев. 
Устойчивость к болезням: к парше — низкая, бактериальному ожогу — средняя.

## Достоинства и недостатки
Достоинства сорта: отличный вкус, высокие товарные качества плодов, высокая зимостойкость.
Недостатки сорта: недостаточная устойчивость к парше.

## Распространение и патентные требования
Сорт запатентован как Minnewashta (USPP 11367) и выпущен на рынок под торговой маркой Zestar!®Apple (USPP 97120). Название Zestar от английского «zest» — «пикантность, особый вкус».  Патент требует лицензирования для производителей посадочного материала и товарной продукции.
Сорт выведен для использования на севере США и в Канаде. Как и все сорта выведенные университетом Миннесоты, Минневошта отличается повышенной зимостойкостью (зоны 3-4 по американской классификации) — может выдерживать морозы до -45°С.
В настоящее время любителями ведётся сортоиспытание Зестар в России.